# Ciclismo ai XVI Giochi del Mediterraneo
Le competizioni di Ciclismo ai XVI Giochi del Mediterraneo si svolsero lungo un percorso cittadino appositamente allestito per i Giochi.
Per questo sport furono organizzate le seguenti prove:
- Prova individuale in linea (maschile e femminile), con un percorso di 142 km per gli uomini e 80 per le donne;
- Prova individuale a cronometro (solo maschile), con un percorso di 22 chilometri

per un totale di tre medaglie d'oro messe in palio.
Ogni Paese poteva iscrivere al massimo 12 atleti: 8 concorrenti per la prova individuale in linea maschile; 8 concorrenti per la prova individuale in linea femminile; 2 concorrenti per la prova a cronometro.

## Calendario
Le gare hanno seguito il seguente calendario:
| ● | Competizioni | ● | Finali |

|              | Giugno/Luglio |    |    |    |    |    |    |    |    |    |
|              | 26            | 27 | 28 | 29 | 30 | 01 | 02 | 03 | 04 | 05 |
| In linea     |               |    |    |    | ●  |    |    |    |    |    |
| A cronometro |               |    |    |    |    |    |    | ●  |    |    |

## Medagliere
| Pos.   | Nazione  | Oro | Argento | Bronzo | Totale |
| ------ | -------- | --- | ------- | ------ | ------ |
| 1      | Italia   | 3   | 0       | 2      | 5      |
| 2      | Francia  | 0   | 2       | 0      | 2      |
| 3      | Slovenia | 0   | 1       | 0      | 1      |
| 4      | Grecia   | 0   | 0       | 1      | 1      |
| Totale | Totale   | 3   | 3       | 3      | 9      |

## Sommario degli eventi

### Uomini
| Evento             | Oro            | Prestazione | Argento       | Prestazione | Bronzo             | Prestazione |
| Ciclismo su strada |                |             |               |             |                    |             |
| Corsa in linea     | Enrico Peruffo | 3h08'15"    | Marko Kump    | s.t.        | Andrea Guardini    | s.t.        |
| Cronometro         | Adriano Malori | 28'28"61    | Tony Gallopin | a 40"56     | Ioannis Tamouridis | a 59"10     |

### Donne
| Evento             | Oro            | Prestazione | Argento        | Prestazione | Bronzo           | Prestazione |
| Ciclismo su strada |                |             |                |             |                  |             |
| Corsa in linea     | Luisa Tamanini | 1h16'18"    | Julie Krasniak | a 4"        | Giorgia Bronzini | a 10"       |